# Năng lượng bền vững
Một loại năng lượng được xem là bền vững nếu nó “đáp ứng các nhu cầu của hiện tại mà không làm hại đến khả năng đáp ứng nhu cầu của các thế hệ tương lai.” Phần lớn các định nghĩa về năng lượng bền vững đều cân nhắc đến các khía cạnh về môi trường như sự thải khí nhà kính, hay các khía cạnh về xã hội và kinh tế như sự nghèo năng lượng. Các nguồn năng lượng tái tạo như gió, thủy điện, ánh sáng mặt trời, và địa nhiệt nhìn chung đều bền vững hơn rất nhiều so với các nguồn năng lượng hóa thạch. Tuy nhiên, một số dự án năng lượng tái tạo như phá rừng để sản xuất xăng sinh học có thể gây tổn hại nghiêm trọng tới môi trường.
Vai trò của năng lượng không tái tạo được trong năng lượng bền vững vẫn đang gây tranh cãi. Năng lượng hạt nhân, một nguồn năng lượng thải ra ít cacbon, có tỉ lệ tử vong trong lịch sử tương đương với tỉ lệ tử vong của năng lượng gió và mặt trời. Tuy nhiên, tính bền vững của nó vẫn đang được bàn luận vì những lo lắng đến chất thải phóng xạ, sự phổ biến hạt nhân và các vụ tai nạn. Việc chuyển đổi từ than sang khí tự nhiên có nhiều lợi ích đối với môi trường, bao gồm việc giảm tác động đến khí hậu, nhưng có thể kéo dài thời gian chuyển đổi sang các nguồn năng lượng bền vững hơn. Các trạm thu giữ carbon có thể được xây vào các nhà máy điện để loại bỏ khí thải carbon dioxide (CO2), nhưng công nghệ này rất đắt đỏ và hiếm khi được sử dụng.
Nhiên liệu hóa thạch chiếm 38% trong tổng số nguồn năng lượng được tiêu thụ trên toàn thế giới, và thải ra 76% lượng khí nhà kính toàn cầu. Khoảng 790 triệu người ở các nước đang phát triển thiếu tiếp cận đến điện, và 2,6 tỉ người sử dụng các chất đốt gây ô nhiễm như gỗ và than gỗ để nấu ăn. Để giảm lượng khí thải nhà kính đến mức độ thống nhất với Thỏa thuận chung Paris năm 2015 sẽ cần một sự chuyển đổi toàn hệ thống trong cách năng lượng được sản xuất, phân phối, lưu trữ và sử dụng. Việc đốt các nguồn nhiên liệu hóa thạch và nhiên liệu sinh khối là một nguyên nhân lớn gây ra ô nhiễm không khí, theo ước tính dẫn đến 7 triệu cái chết mỗi năm. Do đó, việc chuyển sang một hệ thống năng lượng thải ra ít carbon sẽ có lợi ích cho không chỉ môi trường mà còn sức khỏe con người. Có nhiều cách để cung cấp tiếp cận đến điện và nấu ăn sạch mà vừa phù hợp với các mục tiêu khí hậu, vừa đem đến các lợi ích sức khỏe và kinh tế đến các nước đang phát triển.
Các lộ trình giảm biến đổi khí hậu đã được đưa ra để giới hạn mức độ ấm lên toàn cầu ở mức 2°C (3.6 °F). Các lộ trình này bao gồm việc giảm dần và ngưng sử dụng các nhà máy điện than, sản xuất nhiều điện hơn từ các nguồn sạch như gió và ánh sáng mặt trời, và chuyển dịch sang hướng sử dụng điện thay vì nhiên liệu hóa thạch trong các khu vực kinh tế như giao thông vận tải và cấp nhiệt cho các công trình. Với một số công nghệ và quy trình tiêu thụ nhiều năng lượng nhưng lại khó để điện hóa, nhiều lộ trình đề cử việc sử dụng nhiên liệu hydro sản xuất từ các nguồn năng lượng ít khí thải. Để đáp ứng thị phần ngày càng tăng của năng lượng tái tạo biến đổi, các lưới điện cần sự linh hoạt qua các cơ sở hạ tầng như lưu trữ năng lượng. Để giảm sâu khí thải, các cơ sở hạ tầng và công nghệ sử dụng năng lượng như các công trình và hệ thống giao thông sẽ cần phải thay đổi để không những sử dụng các dạng năng lượng sạch mà còn bảo tồn năng lượng. Một số công nghệ trọng yếu trong việc loại bỏ khí nhà kính từ năng lượng vẫn đang trong giai đoạn trứng nước.
Năng lượng gió và mặt trời đã tạo ra 8.5% sản lượng điện toàn thế giới năm 2019. Thị phần này đang tăng trong khi giá cả đã giảm và được dự báo là sẽ tiếp tục hạ xuống. Ủy ban Liên chính phủ về Biến đổi Khí hậu (IPCC) ước tính rằng 2,5% lượng GDP toàn thế giới sẽ cần được đầu tư vào hệ thống năng lượng hàng năm từ 2016 đến 2035 để giới hạn mức ấm lên toàn cầu ở 1.5°C (2.7°F). Các chính sách từ chính phủ để khuyến khích sự chuyển đổi hệ thống năng lượng, nếu được xây dựng tốt, sẽ có thể làm giảm lượng khí thải nhà kính và cải thiện chất lượng không khí. Trong nhiều trường hợp, chúng cũng có thể làm tăng an ninh năng lượng. Các chính sách này tiếp cận những phương pháp như thu phí carbon, tiêu chuẩn danh mục năng lượng tái tạo, giảm và ngưng cung cấp hỗ trợ tài chính cho nhiên liệu hóa thạch, và phát triển cơ sở hạ tầng để hỗ trợ việc điện hóa và giao thông vận tải bền vững. Chính phủ cũng có vai trò quan trọng trong việc hỗ trợ tài chính cho việc nghiên cứu, phát triển và thử nghiệm các công nghệ năng lượng sạch mới.

## Định nghĩa
Khái niệm phát triển bền vững đã được Ủy ban Môi trường và Phát triển Thế giới mô tả trong cuốn sách "Tương lai chung của chúng ta" năm 1987. Định nghĩa về "tính bền vững" ngày nay được sử dụng rộng rãi là "Phát triển bền vững phải đáp ứng các nhu cầu của hiện tại mà không làm ảnh hưởng đến việc đáp ứng các nhu cầu của thế hệ tương lai".
Trong cuốn sách của mình, Ủy ban đã mô tả bốn yếu tố chính của sự bền vững đối với năng lượng: khả năng tăng cường cung cấp năng lượng để đáp ứng nhu cầu ngày càng tăng của con người, tiết kiệm và hiệu quả, an toàn và sức khỏe cộng đồng, và "bảo vệ sinh quyển và ngăn ngừa các dạng ô nhiễm cục bộ". Kể từ đó, nhiều định nghĩa khác nhau về năng lượng bền vững đã được đưa ra dựa trên ba trụ cột của phát triển bền vững là môi trường, kinh tế và xã hội.
• Môi trường bao gồm các tiêu chí về phát thải khí nhà kính, tác động đến đa dạng sinh học, sản sinh chất thải nguy hại và khí thải độc hại.
• Kinh tế bao gồm các tiêu chí về chi phí năng lượng, liệu năng lượng có được cung cấp cho người sử dụng với độ tin cậy cao hay không và những ảnh hưởng đến công việc liên quan đến sản xuất năng lượng.
• Văn hoá - Xã hội bao gồm các tiêu chí về ngăn chặn các cuộc chiến tranh giành nguồn cung năng lượng (an ninh năng lượng) và năng lượng sẵn có lâu dài.
Nguyên tắc tổ chức của sự bền vững là phát triển bền vững, bao gồm bốn lĩnh vực liên kết với nhau: sinh thái, kinh tế, chính trị và văn hóa.

## Tình trạng hiện tại
Việc cung cấp năng lượng bền vững được nhiều người coi là một trong những thách thức lớn nhất mà nhân loại phải đối mặt trong thế kỷ 21, cả về mặt đáp ứng nhu cầu của hiện tại và về tác động đối với thế hệ tương lai.
Trên thế giới, 940 triệu (13% dân số thế giới) không được sử dụng điện và 3 tỷ người đã và đang dùng nhiên liệu bẩn để nấu nướng. Ô nhiễm không khí, phần lớn do đốt nhiên liệu, giết chết khoảng 7 triệu người mỗi năm. Mục tiêu phát triển bền vững số 7 của Liên Hợp Quốc kêu gọi "Đảm bảo tất cả mọi người có thể tiếp cận với năng lượng giá cả phải chăng, đáng tin cậy, bền vững và hiện đại." tính đến năm 2030.
Sản xuất và tiêu thụ năng lượng là những nhân tố chính gây ra biến đổi khí hậu, chịu trách nhiệm cho 72% lượng phát thải khí nhà kính hàng năm do con người gây ra tính đến năm 2014. Sản xuất điện và nhiệt đóng góp 31% lượng phát thải khí nhà kính do con người gây ra, giao thông vận tải đóng góp 15%, sản xuất và xây dựng đóng góp 12%. Thêm 5% được giải phóng thông qua các quy trình liên quan đến sản xuất nhiên liệu hóa thạch, và 8% từ nhiều hình thức đốt cháy nhiên liệu khác. Tính đến năm 2015, 80% năng lượng sơ cấp trên thế giới được sản xuất từ nhiên liệu hóa thạch.
Ở các nước đang phát triển, hơn 2,5 tỷ người hiện đang dùng bếp truyền thống và đốt sinh khối hoặc than để sưởi ấm và nấu ăn. Việc làm này dễ gây ô nhiễm không khí cục bộ và làm tăng nguy cơ hỏa hoạn, dẫn đến ước tính khoảng 4,3 triệu người chết hàng năm. Ngoài ra còn có thể gây thiệt hại nghiêm trọng đến môi trường địa phương, bao gồm cả sa mạc hóa do khai thác quá nhiều gỗ và các vật liệu dễ cháy khác. Do đó, việc thúc đẩy sử dụng nhiên liệu sạch và công nghệ tiên tiến để nấu ăn là một trong những ưu tiên hàng đầu của Mục tiêu phát triển bền vững của Liên Hợp Quốc.

## Các lộ trình đề xuất để giảm thiểu biến đổi khí hậu
Công việc phân tích chi phí - lợi ích đã được thực hiện bởi một loạt các chuyên gia và cơ quan khác nhau để xác định con đường tốt nhất để khử cacbon trong việc cung cấp năng lượng cho thế giới.

## Năng lượng tái tạo
Công nghệ đẩy mạnh ngành năng lượng bền vững bao gồm các nguồn năng lượng tái tạo như thủy điện, năng lượng Mặt Trời, năng lượng gió, năng lượng sóng, năng lượng địa nhiệt, năng lượng sinh học, năng lượng thủy triều và cả những công nghệ được thiết kế để cải thiện hiệu quả của năng lượng.